# 长砗磲
是帘蛤目砗磲蛤科砗磲蛤属的一种。常栖息在浅海珊瑚礁、岩石底。其种加词“maxima”意为“大的”。
主要分布于印度洋的東非、紅海以東，及太平洋的波里尼西亞以西、澳洲以北和日本九州、紀伊半島周邊海域以南的潮間帶至淺海珊瑚礁。

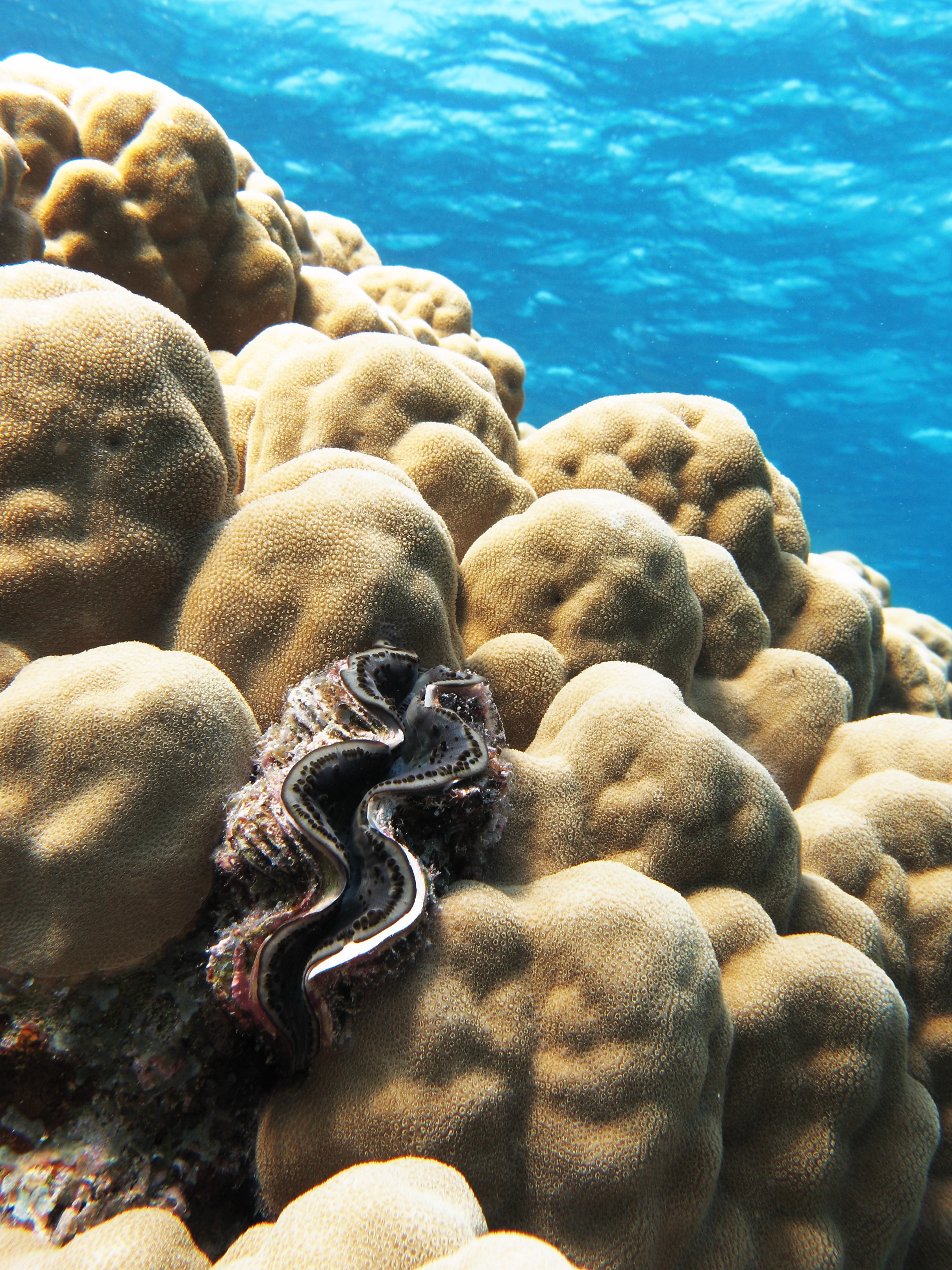
圆顶珊瑚上的長硨磲